# نان و گل‌های سرخ (فیلم ۲۰۰۰)
نان و گل‌های سرخ (انگلیسی: Bread and Roses) نام فیلمی به کارگردانی کن لوچ محصول سال ۲۰۰۰ است. پیلار پادیلا، آدرین برودی و الپیدیا کاریو از بازیگران این فیلم هستند.